# Ернст Линдеман
Ернст Линдеман (Алтенкирхен, 28. март 1894 — Атлантски океан, 27. мај 1941) је био немачки морнарички официр и командант бојног брода Бизмарк, на којем је и умро.
Године 1913, Линдеман је ступио у Немачку царску морнарицу и служио је као артиљеријски официр на бродовима СМС Елзас и СМС Шлезвиг-Холштајн током Првог светског рата. Између 1931. и 1934. је предавао на Морнаричкој артиљеријској школи у главном штабу морнарице. 1938. унапређен је у чин капетана бојног брода и у августу 1940. додељено му је заповедништво над Бизмарком. Добитник је обе класе Гвозденог крста у Првом светском рату, а постхумно, 1941, одликован је и Витешким крстом за потапање британског бојног крсташа Худ.